# گرانیول
گرانیول (به انگلیسی: Geraniol) یک ترکیب شیمیایی است که در صنایع عطرسازی و رایحه کاربرد بسیار زیادی دارد.